# Bukvik Gornji
Bukvik Gornji je naselje u distriktu Brčko, BiH.

## Stanovništvo
Nacionalni sastav stanovništva 1991. godine, bio je sljedeći:
ukupno: 378
- Srbi - 328
- Jugoslaveni - 23
- Hrvati - 9
- ostali, neopredijeljeni i nepoznato - 18